# Missioni diplomatiche in Venezuela

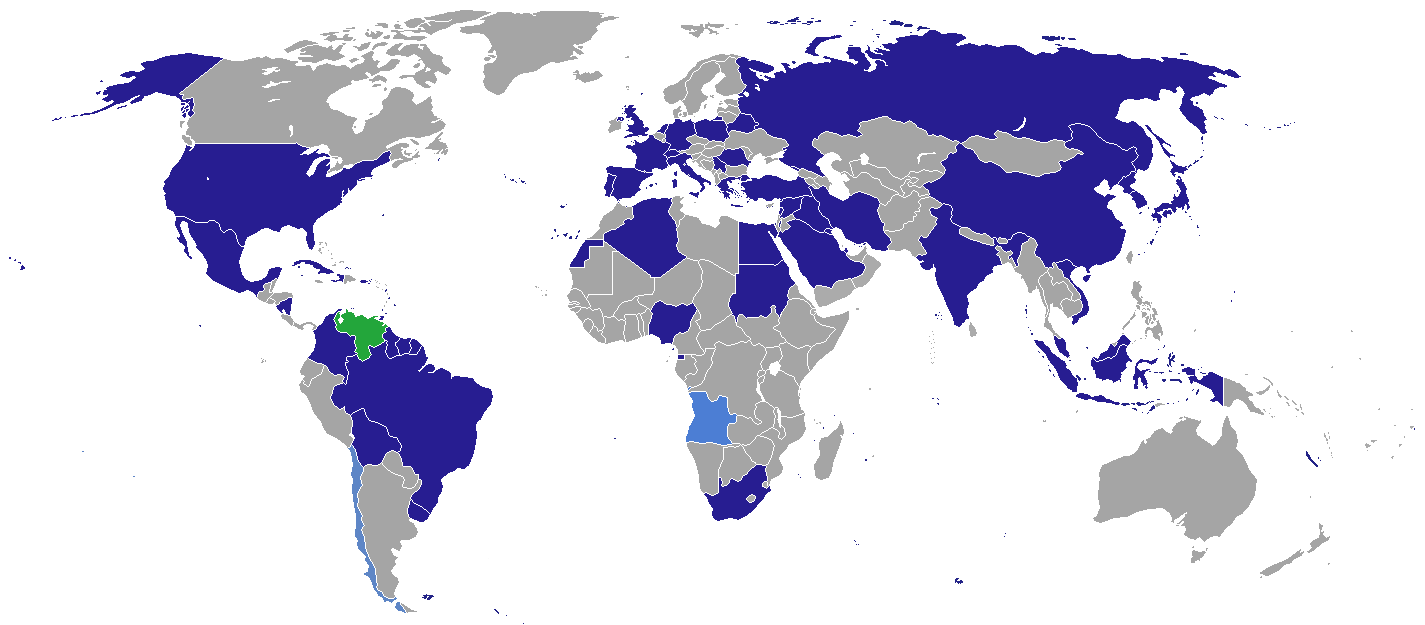
Mappa delle missioni diplomatiche in Venezuela.

Questa è una lista delle missioni diplomatiche in Venezuela; nella capitale Caracas sono ospitate settantadue ambasciate e molte altre nazioni sono accreditate con ambasciatori presso altre capitali della regione. Questa lista esclude i consolati onorari.

## Ambasciate
Caracas

### A
- Abcasia
- Algeria
- Arabia Saudita
- Argentina
- Austria

### B
- Barbados
- Bielorussia
- Belgio
- Bolivia
- Brasile

### C
- Canada
- Cile
- Cina
- Colombia
- Corea del Nord
- Corea del Sud
- Costa Rica
- Cuba

### D
- Rep. Dominicana

### E
- Ecuador
- Egitto
- El Salvador

### F
- Francia

### G
- Gambia
- Germania
- Giamaica
- Giappone
- Grecia
- Grenada
- Guatemala
- Guinea Equatoriale
- Guinea-Bissau
- Guyana

### H
- Haiti
- Honduras

### I
- India
- Indonesia
- Iran
- Iraq
- Italia

### K
- Kuwait

### L
- Libano
- Libia

### M
- Malaysia
- Sovrano Militare Ordine di Malta
- Messico

### N
- Nicaragua
- Nigeria

### P
- Paesi Bassi
- Palestina
- Panama
- Paraguay
- Perù
- Polonia
- Portogallo

### Q
- Qatar

### R
- Regno Unito
- Romania
- Russia

### S
- Sahara Occidentale
- Sudafrica
- Spagna
- Sudan
- Suriname
- Svizzera
- Siria
- Stati Uniti

### T
- Trinidad e Tobago
- Turchia

### U
- Uruguay

### V
- Vaticano
- Vietnam

## Missioni
- Unione europea

## Consolati generali, consolati e vice-consolati
Caracas
- Angola Consolato generale

Barinas
- Colombia Consolato

Barquisimeto
- Colombia Consolato

Ciudad Guayana
- Brasile Consolato

El Amparo
- Colombia Consolato

Machiques
- Colombia Consolato

Maracaibo
- Colombia Consolato generale
- Italia Consolato
- Stati Uniti Agenzia consolare

Mérida
- Colombia Consolato

Puerto Ayacucho
- Brasile Vice-Consolato
- Colombia Consolato generale

Puerto La Cruz
- Colombia Consolato

Puerto Ordaz
- Consolato generale

San Antonio del Táchira
- Colombia Consolato

San Carlos del Zulia
- Colombia Consolato

San Cristóbal
- Colombia Consolato generale

San Fernando de Atabapo
- Colombia Consolato

Santa Elena de Uairén
- Brasile Vice-Consolato

Valencia
- Colombia Consolato
- Cuba Consolato generale
- Portogallo Consolato generale

## Ambasciate accreditate
Ambasciate con sede a Brasilia, a meno che sia specificato diversamente.
- Australia (Bogota)
- Azerbaigian (Città del New York)[1]
- Botswana [2]
- Brunei (Ottawa)
- Bulgaria (Città del Messico)
- Croazia (Lima)
- Cipro (Città del Messico)
- Rep. Ceca [3]
- Danimarca [4]
- Finlandia (Santiago del Cile)[5]
- Ungheria [6]
- Islanda (Ottawa)
- Irlanda (Città del Messico)
- Kenya
- Malta (La Valletta)[7]
- Nuova Zelanda (Città del Messico)
- Norvegia (Bogotà)
- Filippine
- Serbia (L'Avana)
- Singapore
- Slovacchia [8]
- Slovenia [9]
- Sri Lanka (L'Avana)[10]
- Svezia (Bogotà)
- Thailandia (Lima)
- Tanzania [11]
- Emirati Arabi Uniti (Bogotà)
- Zimbabwe